# Seniorenwohnung
Eine Seniorenwohnung oder auch Altenwohnung (mittlerweile neuer Begriff hierfür: „altersgerechtes Wohnen“) ist eine abgeschlossene Miet- oder Eigentumswohnung mit spezieller Ausstattung und besonderen Einrichtungen für die Nutzung durch ältere Menschen (eventuell auch durch jüngere Behinderte). Neben der Wohnungsausstattung spielt auch die Wohnlage eine Rolle. Ein ausreichendes Betreuungsangebot durch hauswirtschaftliche, pflegerische, soziale und gesundheitliche Dienstleistungen zur Gewährleistung des selbständigen Wohnens muss örtlich gesichert sein. Altenwohnungen können auch in einem Altenheim oder Seniorenzentrum angeboten werden, häufig in Form von Seniorenappartements.
Baulich alten- bzw. behindertengerechte Wohnungen müssen barrierefreie Zugänge haben, auch angrenzende Verkehrsflächen sollten stufenfrei erreichbar sein. Bei mehrgeschossigen Gebäuden sind Fahrstühle eine Grundvoraussetzung, innerhalb der Wohnungen darf es keine Schwellen oder Niveauunterschiede geben. Für Türen, eventuelle Rampen und Fahrstuhlanlagen ist die Norm DIN 18025 maßgebend. In den Sanitäreinrichtungen sollte ausreichend Platz für Halte- und Stützvorrichtungen sein, ein bodengleicher gefliester Duschplatz ist gegenüber einer Badewanne oder herkömmlicher Dusche zu bevorzugen. Die Wohnungsgröße wird von ausreichenden Wende- und Stellplätzen für Rollatoren und Rollstühle beeinflusst. Oft ist ein Balkon, Erker oder Wintergarten vorhanden.
Zur Ausstattung von Seniorenwohnungen gehören neben einer Sprechanlage auch Notrufsysteme (Hausnotruf) und Rauchwarnmelder. Hausreinigung und Schneeräumung müssen gewerblich ausgeführt und ein Hausmeisterservice angeboten werden. Eine gute Wohnlage für Altenwohnungen ist durch nahegelegene Einkaufsmöglichkeiten, Arztpraxen, eine Apotheke und Haltestellen öffentlicher Verkehrsmittel gegeben.
Der Bezug von Seniorenwohnungen ist generell nicht an ein bestimmtes Alter gebunden. Es gibt freifinanzierte und öffentlich geförderte Altenwohnungen. Für letztere bestehen nach Landesrichtlinien festgelegte Standards. In Nordrhein-Westfalen beispielsweise ist der Bezug geförderter Wohnungen neben bestimmten Einkommensgrenzen an die Vollendung des 60. Lebensjahres gebunden. Die dortigen Richtlinien sehen Wohnungsgrößen für Alleinstehende zwischen 35 und 47 m² sowie für Paare bis zu 62 m² vor.
Besonders hochwertig ausgestattete Wohnanlagen in bevorzugten Wohnlagen werden oft als „Seniorenresidenz“ oder ähnlich bezeichnet. Diese Wohnanlagen haben manchmal ein Restaurant, eine Sauna oder ein Schwimmbad oder bieten zusätzliche Angebote. Möglich ist auch betreutes Wohnen in Seniorenwohnungen oder -appartements.